# Bella così
Bella così è un singolo della rapper italiana Chadia Rodríguez, in collaborazione con la cantautrice italiana Federica Carta, pubblicato il 22 maggio 2020.

## Descrizione
Il brano è stato anticipato da tre video pubblicati dalla rapper, riguardanti tre donne vittime di violenza fisica o psicologica.

## Video musicale
Il video musicale, diretto da Fabrizio Conte, è stato pubblicato il 26 maggio 2020 attraverso il canale YouTube della rapper. Esso mostra, oltre alle due interpreti, ventuno donne di diversa età in bianco e nero.

## Tracce
Testi di CRDARNAKH e Jacopo Angelo Ettorre, musiche di Mario Marco Gianclaudio, Fracchiolla e Massimiliano Dagani.
1. Bella così (feat. Federica Carta) – 3:48

## Classifiche
| Classifica (2020) | Posizione massima |
| ----------------- | ----------------- |
| Italia            | 26                |